# Isomeria geometrica
In geometria, l'isomeria geometrica è la caratteristica distintiva di due o più figure geometriche (per esempio poliedri) che hanno le stesse pertinenze quantitative e dimensionali fondamentali (vertici, facce e spigoli), ma differiscono per la configurazione, ad esempio, delle cuspidi.
Il caso più elementare di isomeria è quello di uno dei poliedri archimedei, cioè del cubottaedro.
Le pertinenze quantitative del cubottaedro (primitivo) sono: 
- n° facce (F=14) – (n°.8 triangoli equilateri - n°.6 quadrati).
- n° vertici (V=12)
- n° spigoli (S=24)
- valenza dei vertici (numero degli spigoli che fanno capo allo stesso vertice) – VAL=4)
- n° cuspidi ([K3]=12, uguali) – (Base: rombo sferico) - (quadrato, equitriangolo, quadrato, equitriangolo).

mentre le pertinenze quantitative del cubottaedro (isomero) sono: 
- F, V, S, VAL, come il cubottaedro primitivo.
- n° cuspidi ([K3]=[K3]1+[K3]2=12), con:
  - [K3]1=6 - (Base: rombo sferico) - (quadrato, equitriangolo, quadrato, equitriangolo).
  - [K3]2=6 - (Base: trapezoide sferico) - (quadrato, quadrato, equitriangolo, equitriangolo).

Se il poliedro di riferimento (poliedro primitivo) appartiene a una determinata classe poliedrica, tutti i poliedri isomeri da esso derivati, in virtù della diversa configurazione delle cuspidi, non appartengono più alla stessa classe.
Interpretata come un gioco della matematica, l'isomeria geometrica, se non è proprio un "errore di montaggio" dei raggruppamenti delle facce, è quantomeno una bizzarra "variante di montaggio" delle facce. Da ciò l'omonimia con la isomeria chimica (diversa disposizione degli atomi della molecola).

## Poliedri archimedei isomeri
- AP.1. cubottaedro – Una isomeria.
- AP.2. icosidodecaedro – Una isomeria.
- AP.3. rombicubottaedro – Una isomeria.
- AP.4. rombicosidodecaedro – Tre isomerie.